# 杰茜·凯特
杰茜·凯特（英語：Jessie Kite，1892年5月17日—1958年5月1日），英国女子竞技体操运动员。她曾代表英国获得1928年夏季奥运会体操比赛女子团体全能铜牌。她于1958年在奇切斯特去世。